# Старокостянтинівська міська територіальна громада
Старокостянтинівська міська територіальна громада — територіальна громада в Україні, у Хмельницькому районі Хмельницької області. Адміністративний центр — місто Старокостянтинів.
Площа громади — 790,866 км², населення — 52 575 осіб (2019).
11 грудня 2019 року Старокостянтинівська міська рада надала згоду на приєднання до неї Вербородинської та Веснянської сільських рад Старокостянтинівського району, а 20 грудня — на приєднання Григорівської, Волице-Керекешинської та Великочернятинської сільських рад того ж району. 17 січня 2020 року міська рада схвалила проєкт рішення про приєднання лише Вербородинської, Веснянської та Григорівської рад, а 11 березня, після отримання позитивного висновку від обласної державної адміністрації, остаточно затвердила рішення про їх приєднання. Григорівська і Вербородинські сільські ради підтвердили рішення про приєднання 1 червня, а Веснянська сільська рада — 2 червня. Того ж дня Старокостянтинівська міська рада ухвалила рішення про реорганізацію приєднаних сільських рад, у такий спосіб завершивши утворення об'єднаної територіальної громади із центром у місті Старокостянтинів.
12 червня 2020 року Старокостянтинівська територіальна громада була затверджена у складі Старокостянтинівської міської ради обласного значення, Росолівецької сільської ради Красилівського району, Баглаївської, Березненської, Великомацевицької, Великочернятинської, Вербородинської, Веснянської, Волице-Керекешинської, Григорівської, Губчанської, Іршиківської, Капустинської, Огіївської, Пашковецької, Пеньківської, Радковецької, Решнівецької, Самчиківської, Сахновецької та Стецьківської сільських рад Старокостянтинівського району, зокрема поглинувши Сахновецьку об'єднану територіальну громаду у складі Іршиківської та Сахновецької сільських рад.

## Населені пункти
До складу громади входять 1 місто (Старокостянтинів) і 66 сіл:
- Андронівка
- Баглаї
- Березівка
- Березне
- Бовкуни
- Бутівці
- Великий Чернятин
- Великі Мацевичі
- Вербівочка
- Вербородинці
- Веснянка
- Волиця-Керекешина
- Воронківці
- Гнатки
- Грибенинка
- Григорівка
- Громівка
- Губча
- Демківці
- Драчі
- Дубина
- Ємці
- Жабче
- Загірне
- Залісся
- Зеленці
- Іршики
- Капустин
- Караїмівка
- Киселі
- Костянець
- Красносілка
- Криниця
- Круча
- Кучівка
- Лажева
- Ланок
- Лисинці
- Малий Чернятин
- Малишівка
- Малі Мацевичі
- Мальки
- Нападівка
- Немирівка
- Огіївці
- Оріхівка
- Партинці
- Пашківці
- Пеньки
- Писарівка
- Пихтії
- Половинники
- Попівці
- Прохорівка
- Радківці
- Раштівка
- Решнівка
- Росолівці
- Самчики
- Сахнівці
- Степок
- Стецьки
- Хижники
- Хутори
- Червона Семенівка
- Яремичі